# Wilhelm Peterson-Berger
Olof Wilhelm Peterson-Berger, född 27 februari 1867 i Ullånger i Ångermanland, död 3 december 1942 i Östersund, var en svensk tonsättare och musikskriftställare. Han var en av de främsta nationalromantiska svenska tonsättarna. Peterson-Berger är i Sverige välkänd för Frösöblomster 1-3, som innehåller pianostycken som Sommarsång, Vid Frösö kyrka och Intåg i Sommarhagen.

## Biografi

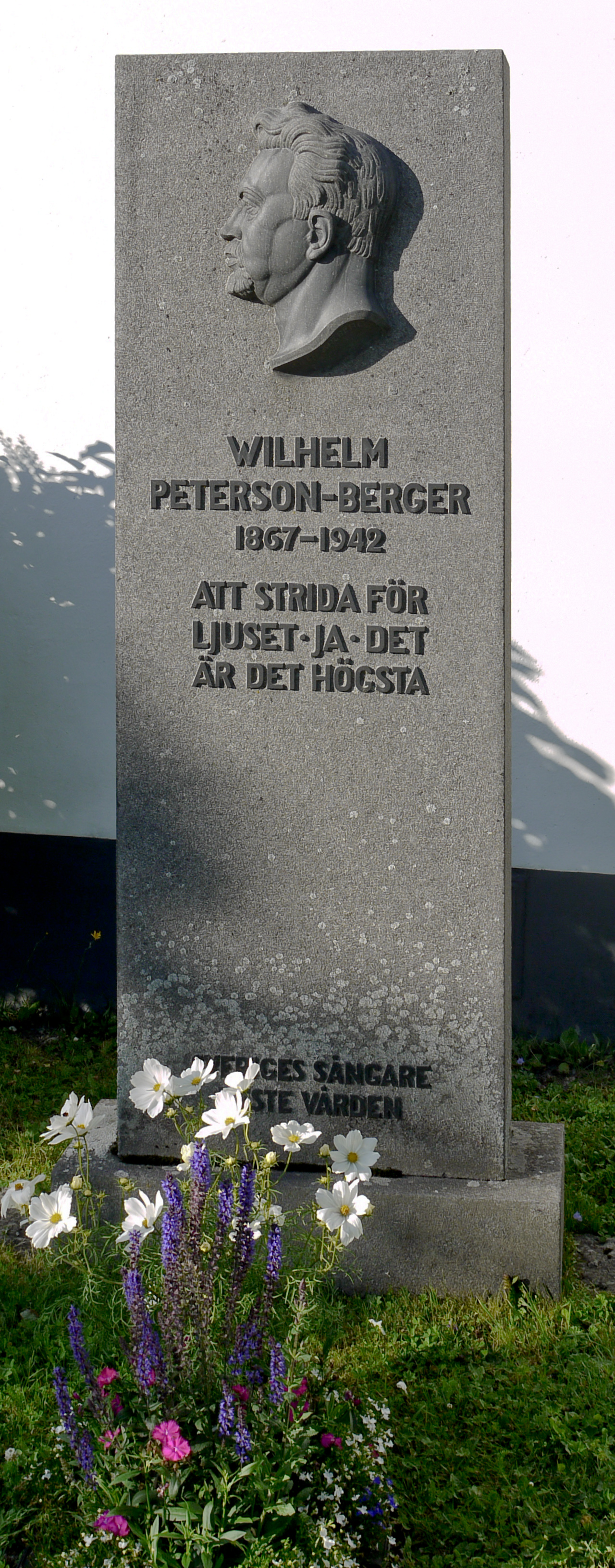
Graven vid Frösö kyrka.

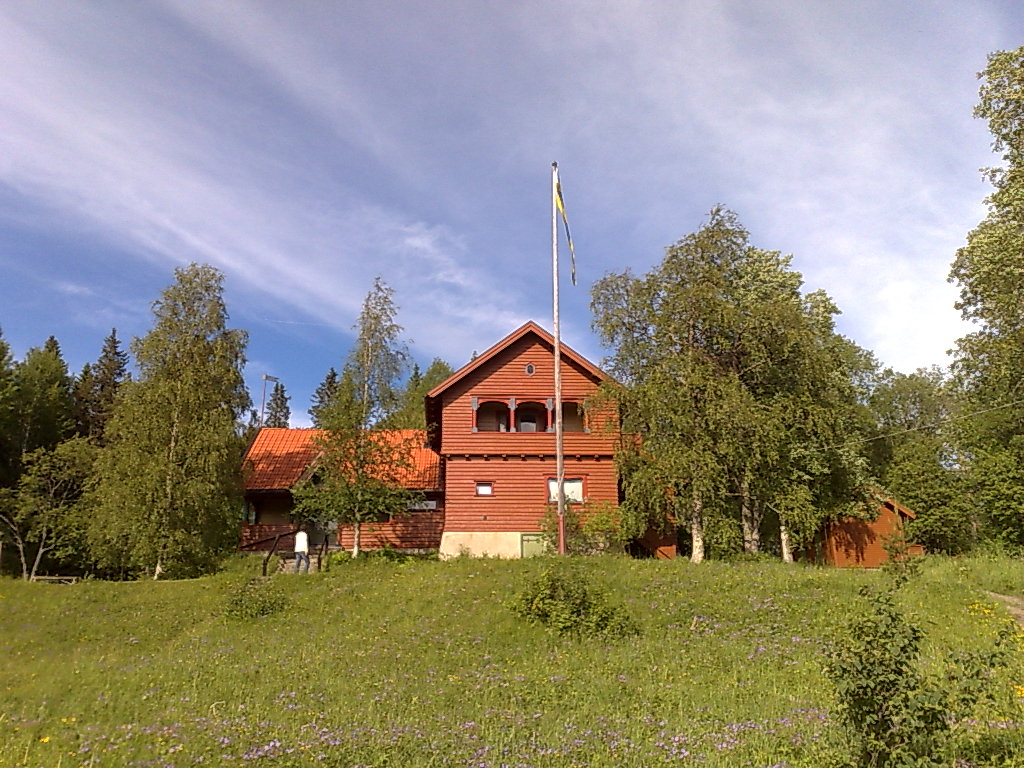
Peterson-Bergers bostad Sommarhagen.

Peterson-Berger var äldsta barnet till lantmätaren Olof Peterson och Sofia Wilhelmina, född Berger, båda från Dalsland. När han föddes bodde familjen i Ullånger, men han tillbringade största delen av sin uppväxt i Burträsk och Umeå. Efter studentexamen vid Umeå högre allmänna läroverk 1885 studerade han vid musikkonservatoriet i Stockholm i fyra år, där han tog organistexamen samt studerade komposition. Därefter fortsatte han sina studier under ett år i Dresden. Sommaren 1889, innan han reste till Tyskland, besökte han Jämtland för första gången, vilket gav honom en stor upplevelse och blev början på hans starka band till detta landskap. I början av 1910-talet manifesterade han detta genom att bygga ett sommarhus vid Härke på Frösön i Jämtland, vilket fick namnet Sommarhagen. Tomten hade han köpt 1910 av redaktör J. Bromée.
Efter året i Dresden flyttade Peterson-Berger tillbaka till Umeå och arbetade där som musik- och språklärare under ett par år. Under samma period var han även dirigent för Umeå musiksällskap. 1892 tackade han ja till ett erbjudande att arbeta som musiklärare i Dresden, men stannade bara 1894 och återvände ännu en gång till Jämtland. År 1895 flyttade han till Stockholm, där han från och med 1896 blev musikkritiker vid Dagens Nyheter. Som sådan blev han omstridd och känd som mycket vass, och han utnyttjade sin position för att sprida antisemitiska och rasistiska idéer som att Brahms bör återges av germaner, att Stravinskij var en bastard, en slags zigenare och att Verdis La Traviata var ett uttryck för musikidioternas kroknästa och svarthåriga släkte.
Han gick även till angrepp mot tonsättare som Wilhelm Stenhammar, Hugo Alfvén och Natanael Berg och utnyttjade för att själv presentera, analysera och propagera för sina egna verk. Den vassa pennan fick till följd att han skaffade sig många fiender inom musiklivet, vilka vände sig emot honom som tonsättare. 
Wilhelm Peterson-Berger bearbetade och publicerade en reviderad översättning av Friedrich Nietzsches Så talade Zarathustra år 1913. Förutom ett avbrott åren 1908–11, då han i stället var verksam som operaregissör på Kungliga Teatern (Stockholmsoperan), fortsatte Peterson-Berger som musikrecensent fram till 1930. I och med detta lämnade han också Stockholm och bosatte sig permanent på Frösön.
Wilhelm Peterson-Berger avled efter en tids sjukdom på Östersunds sjukhus den 3 december 1942. Dödsorsakerna anges i kyrkbokföringen som colitis ulcerosa samt arteriosclerosis, dvs. kronisk inflammation i tarmen samt åderförkalkning.

## Som tonsättare

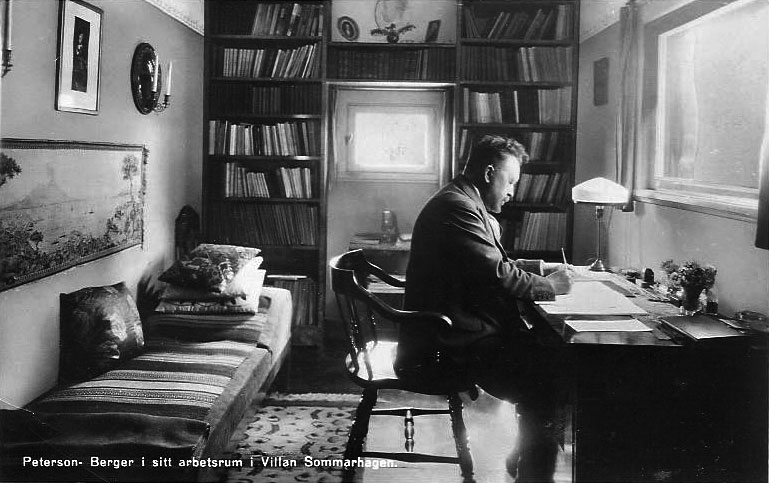
I arbetsrummet i villan Sommarhagen.

Peterson-Berger var influerad av framför allt Grieg och Wagner. Ett uttalat mål med hans tonsättargärning var att förena folkmusik med konstmusik. Han är kanske mest känd för en rad pianostycken i nationalromantisk anda. De mest folkkära styckena ingår i samlingarna Frösöblomster 1-3, till exempel Vid Frösö kyrka och Sommarsång. Han tonsatte också många dikter av nordiska författare, bland annat Erik Axel Karlfeldt, där de mest kända kanske är Aspåkerspolska och Sång efter skördeanden - "Här dansar Fridolin".
Som orkesterkompositör är Peterson-Berger mindre känd. Det bör framhållas att orkesterverken ger en betydligt bredare och djupare bild av hans personlighet som tonsättare än de mindre verken. Han var i de större verken medvetet okonventionell och starkt personlig, men möjligen var hans kompositionsstudier inte tillräckligt omfattande för att han skulle bli en hantverksmässigt säker tonsättare i de större musikaliska formerna. Den kritik mot Peterson-Bergers större orkesterverk som har framförts av svenska musikvetare har handlat om brist på övergripande helhetskänsla samt en benägenhet att ibland begå stilbrott. Orkestreringen av verken kan sägas vara okonventionell på både gott och ont.
Peterson-Bergers symfonier är fem till antalet. Samtliga har namn och är programmusik, eller snarare idémusik som han själv kallade det. I de tre första symfonierna har varje sats en beskrivande rubrik. Det är just symfonierna som brukar anges som den svagaste länken i Peterson-Bergers produktion. Även om han som senromantiker inte ansåg sig följa det "gamla" symfoniska regelverket, finns det på många håll svagheter i de bärande idéerna. Ibland kan materialet gränsa till det banala. Den tredje, Same Ätnam, som målar en bild i toner av Lappland, brukar framhållas som mest lyckad och intresseväckande, särskilt den långsamma satsen, Sommarnatt. Som exempel på mindre goda satser brukar anges 2:a och 3:e satserna i 4:e symfonin (Holmia) och scherzosatsen i 5:e symfonin (Solitudo).
| ”             | Trots hög syftning har flera av hans arbeten därigenom stannat på halva vägen, och vid sidan av inspirerade satser står stundom partier som försvagar helhetsintrycket. Strävan efter enkelhet kom honom ibland att godtaga idéer, som inte ägde symfonisk bärkraft. | „ |
| – Gösta Percy | |   |

Peterson-Berger komponerade också en violinkonsert, som brukar anses som det mest lyckade orkesterverket i hans produktion. Denna saknar all form av litterärt program. Han var också operatonsättare och som sådan mest känd för Arnljot, som kan ses som en av Sveriges nationaloperor. Även om Peterson-Berger var nationalromantiker var han inte enbart intresserad av nordisk kultur, utan också av medelhavsländernas. Detta hörs bland annat i symfonin Sunnanfärd, som skildrar en tänkt eller drömd resa från Norden till Grekland och åter, samt i pianosviterna Anakreontika och Italiana.

## Verk
Huvudartikel: Verklista för Wilhelm Peterson-Berger
Peterson-Berger har komponerat fem musikdramatiska verk. Det mest kända är operan Arnljot, som hade viss framgång på Kungliga Operan, och som fortfarande uppförs varje sommar som taldrama på Frösön. Det finns också fem symfonier och en violinkonsert. Av symfonierna är det den tredje, Same-Ätnam, som anses mest lyckad. Det är dock i de mindre musikformaten som Peterson-Berger mest kommer till sin rätt. Det är framför allt inom genrerna solosång, körmusik, verk för manskvartett och pianomusik, som han etablerat sig som en av de mest kända och folkkära svenska kompositörerna. Bland solosångerna kan nämnas: Aspåkerspolska, Böljebyvals, Dina ögon äro eldar, Intet är som väntans tider, Irmelin Rose, och Jungfrun under lind. Bland sångerna för blandad kör, kan särskilt nämnas opus 11, vari bland annat ingår Stemning, På fjeldesti, Vesleblomme, Killebukken, och Dans! ropte Felen. Bland sångerna för manskvartett ingår samlingen "En fjällfärd" från 1893. Av pianostyckena är de tre samlingarna Frösöblomster de mest kända.